# Klymez
Klymez (ukrainisch Климець; russisch Климец Klimez, polnisch Klimiec) ist ein Dorf in der westukrainischen Oblast Lwiw mit etwa 340 Einwohnern.
Es gehört zur Landgemeinde Kosjowa im Rajon Stryj, bis 2020 war es eine eigenständige Landratsgemeinde im Rajon Skole.
Im Ortsteil Karolin (einst Karlsdorf) gab es zwischen etwa 1835 und dem Jahr 1940 eine bedeutende galiziendeutsche Bevölkerung.

## Geschichte
Der Ort wurde im Jahre 1565 erstmals urkundlich erwähnt.
Bei der Ersten Teilung Polens kam Klymez 1772 zum neuen Königreich Galizien und Lodomerien des habsburgischen Kaiserreichs (ab 1804).
In der Zeit zwischen 1811 und 1848 siedelten private Grundherren zahlreiche Bauern und Waldarbeiter aus Böhmen in der Gegend an. Böhmische Siedler zogen damals nach Smosche, Klymez und Tucholka. 
Im Juni 1849 wurde die lokale Kaserne von etwa 1100 ungarischen Aufständischen angegriffen.
Im Jahre 1900 hatte die Gemeinde Klimiec 88 Häuser mit 640 Einwohnern, davon 480 ruthenischsprachige, 151 deutschsprachige, 6 polnischsprachige, 490 griechisch-katholische, 69 römisch-katholische, 91 Juden.
Im Ersten Weltkrieg wurde es zum größten Teil verbrannt, um den Feinden nicht als Quartier zu dienen. Die Bevölkerung wurde zuvor ausgesiedelt und kam nach dem Krieg zurück, um alles wieder aufzubauen. Nach dem Ende des Polnisch-Ukrainischen Kriegs 1919 kam Klymez zu Polen. Im Jahre 1921 hatte die Gemeinde Klimiec 82 Häuser mit 424 Einwohnern, davon 338 Ruthenen, 67 Deutschen, 12 Juden (Nationalität), 7 Polen, 338 griechisch-katholische, 71 römisch-katholische, 15 Juden (Religion).
In der Zwischenkriegszeit gab es im Ort den polnischen Grenzschutz und eine Übernachtungsstation der PTT sowie ab 1935 eine Berghütte des Skifahrersvereins in Przemyśl.
Im Zweiten Weltkrieg gehörte er zuerst zur Sowjetunion und ab 1941 zum Generalgouvernement, ab 1945 wieder zur Sowjetunion, heute zur Ukraine.

### Karlsdorf
Nach einer Pest- oder Cholera-Epidemie in der Gegend um Smosche warb Karl Scheiff, der Gutsherr von Smosche und Klymez, neue Siedler an. Etwa 1835 gründete er auf dem Gebiet von Klymez die Kolonie Karlsdorf. Außerdem wurden auch weiter nördlich neben Smosche, die Dörfer Felizienthal (heute Dolyniwka) und Annaberg (heute Nahirne) gegründet. Die Siedler kamen aus Westböhmen und waren römisch-katholisch. Im Jahre 1843 wurde eine römisch-katholische Pfarrei in Karlsdorf gegründet, sie wurde 1863 nach Felizienthal verlegt. Die Kolonie wurde unabhängige Gemeinde.
Im Jahre 1900 hatte die Gemeinde Karlsdorf 40 Häuser mit 290 Einwohnern, davon 283 deutschsprachige, 3 ruthenischsprachige, 268 römisch-katholische, 3 griechisch-katholische, 19 Juden.
Im Jahre 1921 hatte die Gemeinde Karlsdorf 49 Häuser mit 272 Einwohnern, davon 269 Deutsche, 2 Polen, 1 Ruthene, 271 römisch-katholische, 1 griechisch-katholische.
Am 24. Mai 1939 wurde der Name auf Karolin geändert.
Die dann noch ansässigen Deutschen wurden 1940 infolge des Deutsch-Sowjetischen Grenz- und Freundschaftsvertrages umgesiedelt (siehe Galiziendeutsche).

## Sehenswürdigkeiten
- Griechisch-katholische Kirche aus Holz, erbaut 1925.

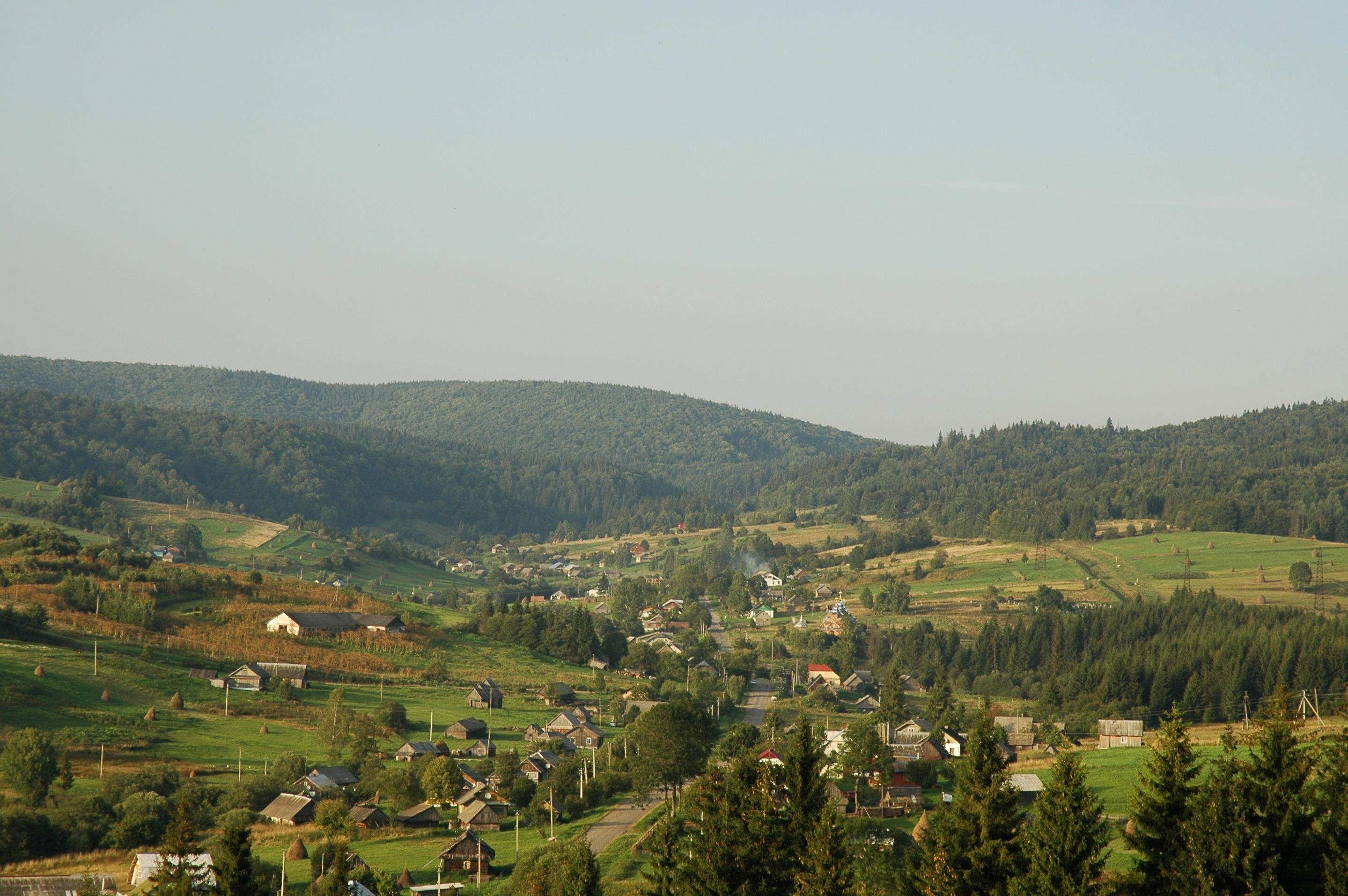
Überblick
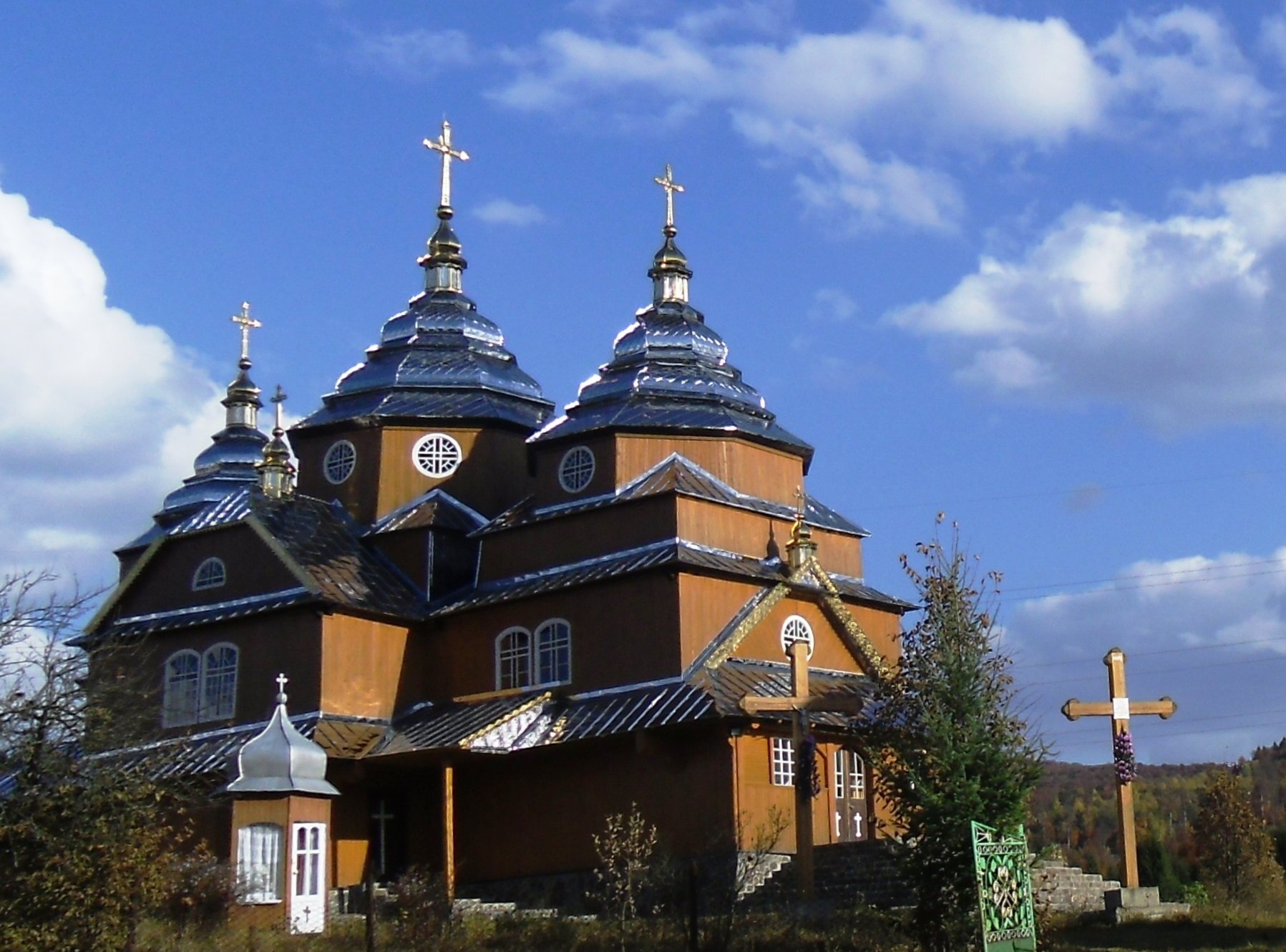
Kirche